# جان پردو
 جان پردو (انگلیسی: John Perdew؛ زاده ۳۰ اوت ۱۹۴۳) یک فیزیک‌دان اهل ایالات متحده آمریکا است.